# Alfred Jermaniš
Alfred Jermaniš (ur. 21 stycznia 1967 w Koprze) – słoweński piłkarz grający na pozycji pomocnika. W swojej karierze 29 razy zagrał w reprezentacji Słowenii i strzelił 1 gola.

## Kariera klubowa
Karierę piłkarską Jermaniš rozpoczął w klubie NK Koper. W 1985 roku awansował do kadry pierwszej drużyny i w sezonie 1985/1986 zadebiutował w jej barwach w drugiej lidze jugosłowiańskiej. W 1989 roku spadł odszedł z NK Koper do Olimpiji Lublana. W 1992 roku wywalczył mistrzostwo Słowenii.
W 1992 roku Jermaniš wrócił do NK Koper, gdzie grał przez sezon. Natomiast w sezonie 1993/1994 występował w NK Mura z Murskiej Soboty i został z tym klubem wicemistrzem kraju.
W 1994 roku Jermaniš podpisał kontrakt z austriackim Rapidem Wiedeń. W sezonie 1994/1995 zdobył z Rapidem Puchar Austrii, a następnie wrócił do Słowenii i został piłkarzem HIT Nova Gorica. W 1996 roku wywalczył z tym zespołem mistrzostwo i superpuchar kraju. W sezonie 1996/1997 grał w APOEL-u Nikozja. Sięgnął z nim po Puchar Cypru.
W 1997 roku Jermaniš po raz kolejny wrócił do Słowenii i został zawodnikiem Primorje Ajdovščina, w którym grał przez pół roku. Następnie do 1999 roku grał w Korotanie Prevalje. W latach 1999–2000 był piłkarzem Rudaru Velenje, a ostatnim jego przystankiem w karierze był NK Koper. Grał w nim w latach 2001–2004.
| Sezon   | Klub                | Kraj       | Rozgrywki                 | Mecze | Bramki |
| ------- | ------------------- | ---------- | ------------------------- | ----- | ------ |
| 1985/86 | NK Koper            | Jugosławia | Druga Liga                | 29    | 1      |
| 1986/87 | NK Koper            | Jugosławia | Druga Liga                | ?     | ?      |
| 1987/88 | NK Koper            | Jugosławia | Druga Liga                | ?     | ?      |
| 1988/89 | NK Koper            | Jugosławia | Druga Liga                | ?     | ?      |
| 1989/90 | Olimpija Lublana    | Jugosławia | Prva Liga                 | 12    | 0      |
| 1990/91 | Olimpija Lublana    | Jugosławia | Prva Liga                 | 30    | 0      |
| 1991/92 | Olimpija Lublana    | Słowenia   | 1. SNL                    | 24    | 3      |
| 1992/93 | NK Koper            | Słowenia   | 2. SNL                    | 12    | 2      |
| 1993/94 | NK Mura             | Słowenia   | 1. SNL                    | 18    | 1      |
| 1994/95 | Rapid Wiedeń        | Austria    | Bundesliga                | 18    | 1      |
| 1995/96 | HIT Nova Gorica     | Słowenia   | 1. SNL                    | 28    | 7      |
| 1996/97 | HIT Nova Gorica     | Słowenia   | 1. SNL                    | 2     | 0      |
| 1996/97 | APOEL FC            | Cypr       | Protathlima A’ Kategorias | 24    | 2      |
| 1997/98 | Primorje Ajdovščina | Słowenia   | 1. SNL                    | 17    | 3      |
| 1997/98 | Korotan Prevalje    | Słowenia   | 1. SNL                    | 9     | 2      |
| 1998/99 | Korotan Prevalje    | Słowenia   | 1. SNL                    | 30    | 9      |
| 1999/00 | Rudar Velenje       | Słowenia   | 1. SNL                    | 14    | 4      |
| 2000/01 | NK Koper            | Słowenia   | 1. SNL                    | 29    | 1      |
| 2001/02 | NK Koper            | Słowenia   | 1. SNL                    | 28    | 2      |
| 2002/03 | NK Koper            | Słowenia   | 1. SNL                    | 19    | 3      |
| 2003/04 | NK Koper            | Słowenia   | 1. SNL                    | 4     | 0      |

## Kariera reprezentacyjna
W reprezentacji Słowenii Jermaniš zadebiutował 3 czerwca 1992 roku w zremisowanym 1:1 towarzyskim meczu z Estonią. Ze Słowenią grał w eliminacjach do Euro 96 i eliminacjach do MŚ 1998. Od 1992 do 1998 roku rozegrał w kadrze narodowej 29 spotkań i strzelił 1 gola.